# Pegunungan Arfak
Pegunungan Arfak ist ein indonesischer Regierungsbezirk (Kabupaten) in der indonesischen Provinz Papua Barat auf der Insel Neuguinea. Stand 2020 leben hier circa 38.900 Menschen. Der Regierungssitz des Kabupaten Pegunungan Arfak ist die Stadt Anggi. Der Name Pegunungan Arfak bedeutet „Arfak-Gebirge“.

## Geographie
| Distrikt Distrik | Dörfer Kampung/ Kelurahan | Fläche [km²] | Einwohner 2020 | Bevölkerungs- dichte |
| ---------------- | ------------------------- | ------------ | -------------- | -------------------- |
| Anggi            | 13                        | 110,81       | 3.820          | 38                   |
| Anggi Gida       | 8                         | 104,19       | 2.410          | 23                   |
| Catubouw         | 21                        | 740,25       | 3.721          | 5                    |
| Didohu           | 14                        | 461,37       | 1.961          | 4                    |
| Hingk            | 29                        | 210,02       | 6.436          | 31                   |
| Membey           | 6                         | 202,49       | 2.182          | 11                   |
| Minyambaouw      | 37                        | 223,37       | 7.709          | 35                   |
| Sururey          | 12                        | 272,96       | 3.265          | 12                   |
| Taige            | 11                        | 66,17        | 3.634          | 55                   |
| Testega          | 15                        | 903,41       | 3.792          | 4                    |

Pegunungan Arfak liegt im nördlichen Teil der Provinz Papua Barat auf der Vogelkophalbinsel. Dort wird es von den Kabupaten Manokwari, Manokwari Selatan, Teluk Bintuni und Tambrauw eingegrenzt. Administrativ unterteilt sich Pegunungan Arfak in zehn Distrikte (Distrik) mit 166 Dörfern (Kampung).

## Einwohner
2020 lebten in Manokwari Selatan 38.930 Menschen. Die Bevölkerungsdichte beträgt 14 Personen pro Quadratkilometer. 99 Prozent der Einwohner sind Protestanten, das restliche eine Prozent teilen sich Muslime, Katholiken und Hindus.